# Kombucza

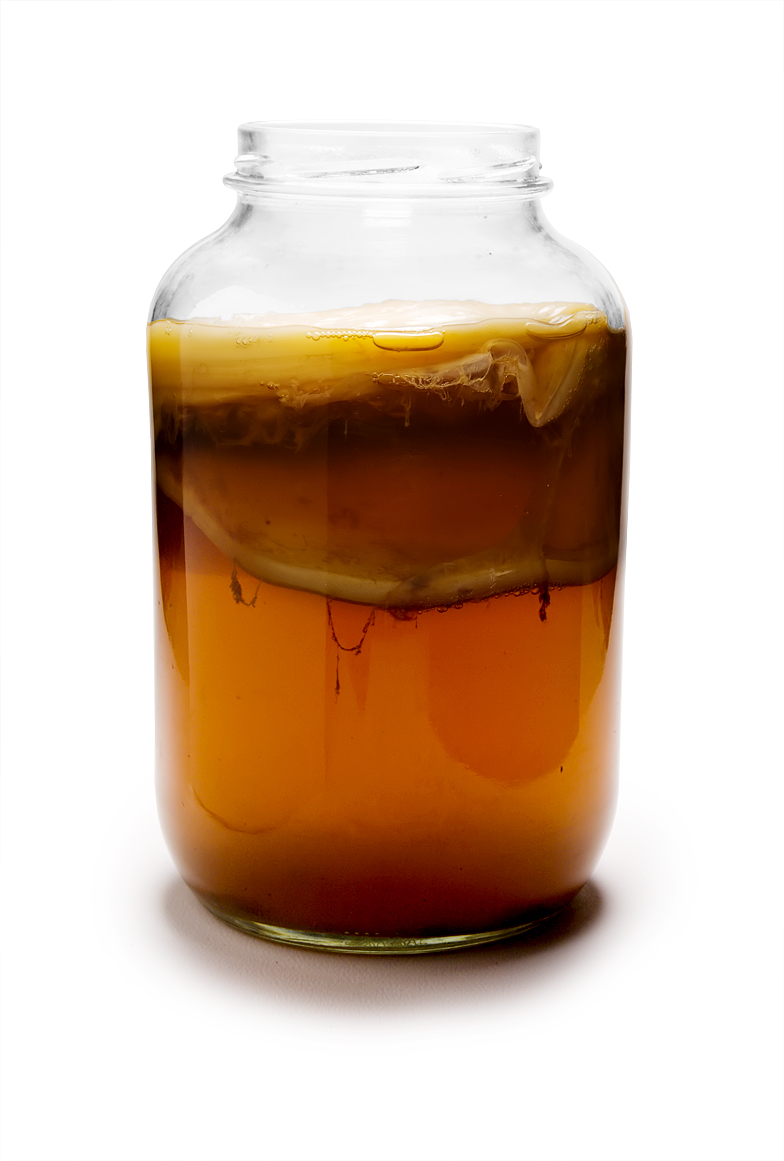
Kombucza

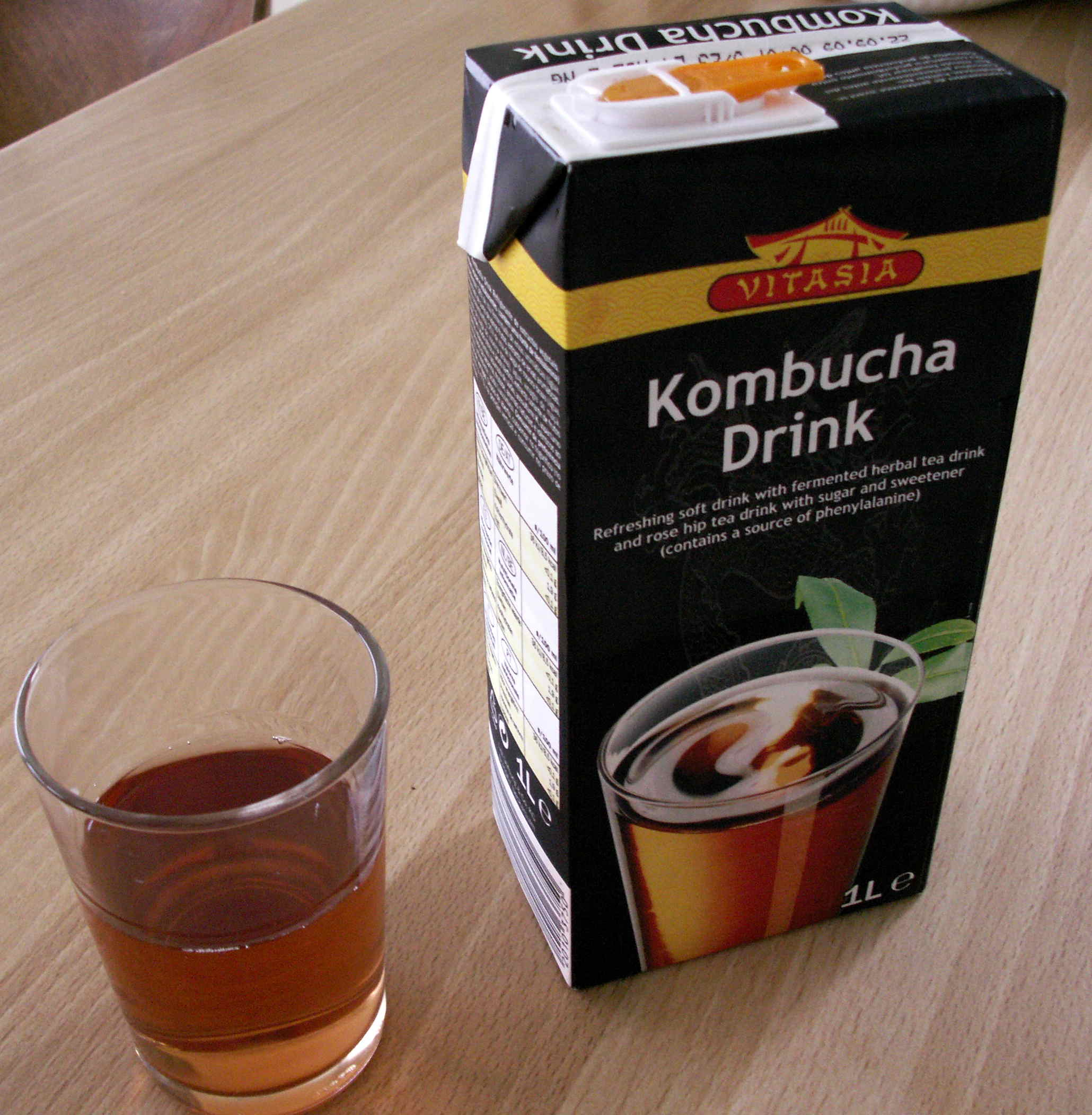
Produkt przemysłowy, kombucza z herbaty z dzikiej róży

Kombucza (także jako kombucha i grzyb herbaciany) – napój uzyskiwany ze słodzonej herbaty poddanej fermentacji przez tzw. grzybek herbaciany, inaczej znany jako grzybek japoński lub SCOBY (z ang. Symbiotic Culture of Bacteria and Yeasts, czyli symbiotyczna kultura bakterii i drożdży). Napój jest lekko słodki, kwaskowaty, orzeźwiający i musujący. Ma barwę od jasnoszarej do ciemnobrązowej. „Grzybek” to galaretowata struktura o białej lub jasnopomarańczowej barwie, zbudowana z celulozy wraz z żyjącymi tam w symbiozie mikroorganizmami. Barwa napoju zależna jest od rodzaju herbaty użytej do fermentacji. Do wyrobu kombuczy najlepiej nadaje się czarna lub zielona herbata oraz cukier. W wyniku fermentacji takiej brzeczki powstają różnorodne produkty, z których najważniejsze związki to kwasy organiczne, etanol oraz dwutlenek węgla.
Nazwa napoju pochodzi z Japonii, gdzie oznacza herbatę z wodorostów.
W procesie fermentacji drożdże obecne w kombuczy wytwarzają pozakomórkowe hydrolazy, które przetwarzają obecny w herbacie cukier do monosacharydów. W przypadku sacharozy są to glukoza i fruktoza, które są metabolizowane do m.in. dwutlenku węgla i alkoholu (ok. 0,5% w końcowym produkcie). Powstają również niewielkie ilości kwasu mlekowego i octowego. W warunkach produkcji przemysłowej proces fermentacji zostaje przerwany po kilku dniach przez pasteryzację, po czym produkt przelewany jest do butelek.
Tradycyjnymi substratami w produkcji napoju z kombuczy są czarna herbata oraz sacharoza w stężeniu 5–8%. Poza nimi mogą być stosowane: Coca-Cola, czerwone wino, białe wino, ocet, ekstrakt z topinamburu, mleko, ekstrakty z ziół i inne. Jest również możliwość wykorzystania produktów ubocznych przemysłu spożywczego, takich jak serwatka i melasa.

## Historia
Wzmianki o herbacianym grzybie jako o napoju oczyszczającym i energetyzującym można znaleźć w chińskich źródłach pisanych dynastii Jin — ok. 220 roku p.n.e. Napój zawędrował do Europy poprzez Japonię i Rosję w początkach XX wieku i w okresie II wojny światowej był już w Europie rozpowszechniony.

## Przykładowy przepis sporządzania napoju z kombuczy
Kombucza jest sporządzana w wielu regionach świata, więc istnieje wiele sposobów przygotowania tego napoju. Na 1 litr napoju wykorzystywane jest 100 gramów cukru i 5 g herbaty. Po zaparzeniu i ostygnięciu herbaty całość przelewa się do szklanego lub plastikowego pojemnika i zaszczepia się poprzez włożenie niewielkiego kawałka grzybka i wlanie ok. 200 ml napoju z poprzedniej fermentacji. Naczynie przykrywa się płótnem chroniącym przed zanieczyszczeniami z powietrza i odstawia się w zacienione miejsce i prowadzi fermentację w temperaturze pokojowej. Napój jest gotowy po 3−5 dniach. Wyrób kombuczy wymaga zachowania czystości w celu zapobieżenia powstawania pleśni. Podczas produkcji nie należy używać metalowych przyrządów, aby nie dopuścić do częściowego rozpuszczenia metalu z powodu występujących w napoju kwasów.

## Biom grzybka herbacianego
Grzybek herbaciany nie jest „grzybem”, a tworzy go wiele gatunków bakterii i drożdży występujących w jednolitej kulturze. Mikroorganizmy symbiotyczne występują w zmiennym składzie ilościowym i jakościowym zależnym od jego pochodzenia.
Najpowszechniej występują bakterie z rodzajów Acetobacter oraz Gluconobacter. Podstawowym szczepem obecnym w kombuczy jest Gluconacetobacter xylinus (wcześniejsza nazwa: Acetobacter xylinum), który syntezuje celulozę. Dominującymi szczepami bakterii kwasu octowego są  A. xylium, A.pasteurianus, A. aceti oraz Gluconobacter oxydans.
Najczęściej występującymi rodzajami drożdży są Saccharomyces, Saccharomycodes, Schizosaccharomyces, Zygosaccharomyces, Dekkera, Candida, Torulospora, Koleckera, Pichia, Mycotorula i  Mycoderma.

## Skład chemiczny napoju
W napoju występują różnorodne składniki zależne od występujących mikroorganizmów oraz surowca, z jakiego został przygotowany napój. Obecne są różnorodne kwasy organiczne, takie jak: octowy, glukonowy, glukoronowy, cytrynowy, mlekowy, jabłkowy, winowy, malonowy, szczawiowy, bursztynowy, pirogronowy, usninowy; cukry: sacharoza, glukoza, fruktoza; witaminy: B1, B2, B6, B12, C; 14 aminokwasów, biogenne aminy, puryny, tłuszcze, białka, niewielką ilość enzymów hydrolitycznych, etanol, dwutlenek węgla, fenole, niewielką ilość polifenoli, minerały, aniony oraz lakton kwasu glukaronowego oraz wiele innych różnych metabolitów bakterii i drożdży.
Mikroorganizmy występujące w kombuczy metabolizują substraty w różnorodny, dopełniający się sposób. Drożdże syntezują inwertazę rozkładającą sacharozę na glukozę i fruktozę. Jednocześnie wykorzystują fruktozę i w procesie glikolizy produkują etanol. Bakterie kwasu octowego wykorzystują glukozę do syntezy kwasu glukonowego, a etanol metabolizują do kwasu octowego. W czasie fermentacji pH napoju spada ze względu na powstawanie kwasów. Przez pierwsze 8 dni uzyskany produkt ma cechy napoju orzeźwiającego, potem przekształca się w ocet spożywczy.

## Wpływ spożywania napoju z kombuczy na zdrowie
Napojowi przypisuje się wiele wartości leczniczych, które zostały potwierdzone w badaniach na liniach komórkowych i zwierzętach. Ze względu na obecność cukru jest niewskazany w przypadku osób chorych na cukrzycę. Ze względu na zawartość alkoholu dochodzącą nawet do 2% nie jest wskazany dla dzieci i kobiet w ciąży. Napój wywiera dodatni wpływ na florę bakteryjną jelit.
Spożywanie napoju z kombuczy powodowało u myszy obniżenie poziomu glukozy we krwi, a efekt trwał do 8 godzin. U myszy, którym sztucznie wywołano hiperglikemię spożywanie napoju obniżało poziom cukru we krwi względem grupy kontrolnej.
Przegląd systematyczny z 2003 określił napoje z kombuczy jako „ekstremalny przypadek” niekonwencjonalnego środka leczniczego ze względu na ogromną przepaść pomiędzy daleko idącymi przekonaniami na temat działań pożądanych a potencjalnymi szkodliwymi skutkami spożycia. Analiza opisana w artykule wskazuje, że właściwości lecznicze są niepotwierdzone i nie równoważą znanych zagrożeń, a zatem kombucza nie powinna być rekomendowana jako środek terapeutyczny. Według autora kombucza przynosi korzyści tylko tym, którzy zarabiają na jej sprzedaży.